# Malleeborstenschwanz
Der Malleeborstenschwanz (Stipiturus mallee) ist eine Vogelart aus der Familie der Staffelschwänze (Maluridae). Die sehr kleinen Vögel bewohnen ein begrenztes Verbreitungsgebiet im Süden Australiens und gelten als gefährdet. Grund dafür ist die Zerstörung ihres Lebensraums, offener, mit niedrigem Eucalyptus bestandener Flächen mit dichtem Bodenbewuchs aus Gräsern, vornehmlich durch die in ihrer Häufigkeit zunehmenden Waldbrände in der Region.

## Merkmale

### Körperbau und Aussehen
Malleeborstenschwänze erreichen ausgewachsen Größen zwischen 13,5 bis 15 cm und ein Gewicht von lediglich 6 bis 7 g. Ein erheblicher Teil der Gesamtlänge entfällt dabei auf die sechs feinen, lose miteinander verwobenen Steuerfedern, deren innerstes Paar besonders lang wird und etwa die 1,5-fache Länge der vier äußeren Federn erreicht. Diese wenig kräftigen Federn führen in Verbindung mit den kurzen, abgerundeten Flügeln der Art zu einer nur noch eingeschränkt vorhandenen Flugfähigkeit und einer vornehmlich hüpfenden Fortbewegung. Zwischen den Geschlechtern besteht ein deutlich erkennbarer Sexualdimorphismus. Männliche Exemplare sind an der Oberseite vom Bürzel bis zum Nacken olivbraun gefärbt, mit einem dunklen, oft eher diffusen Streifenmuster. Scheitel und Stirn zeigen ein unmarkiertes, blasses Rotbraun, das sich als schmales Band entlang der Seiten des Halses bis in den unteren Brustbereich fortsetzt. Hiervon in starkem Kontrast abgesetzt sind Zügel, Ohrdecken, Augenring und Überaugenstreif, die ein kräftiges Himmelblau, durchzogen von einer breiten schwarzen Musterung zeigen. Eine blaue Färbung findet sich auch an Kinn, Kehle und Brust, häufig durchsetzt mit einigen weißen Farbakzenten. Die übrige Unterseite ist rot- bis gelbbraun, mit einem helleren, weißlichen Fleck in der Bauchmitte. Die Flügel sind grau-braun gefärbt, mit breiten, hellen Säumen an Arm- und Handdecken. Die unbefiederten Läufe sind bräunlich, manchmal auch leicht rosafarben. Die Iris des Auges zeigt ein dunkles Braun. Der kurze, recht breite Schnabel ist einheitlich schwarz gefärbt. Weibliche Exemplare können auf den ersten Blick durch das Fehlen der auffälligen blauen Färbung von ihren männlichen Artgenossen unterschieden werden. Brust und Kehle sind bei ihnen stattdessen gelbbraun, während sich im Gesichtsbereich eine weiße bis gräuliche Grundfärbung findet.

### Jungvögel
Das Jugendkleid ist allgemein blasser und auch bei Männchen weniger farbenfroh als das der Adulten, mit einer olivbraunen Grundfärbung und nur angedeutetem Streifenmuster an der gesamten Oberseite. Männliche Jungvögel sind an der Unterseite ungemustert gräulich-weiß gefärbt, während Weibchen in diesem Bereich eher zu blassem Gelbbraun tendieren.

## Habitat und Lebensweise

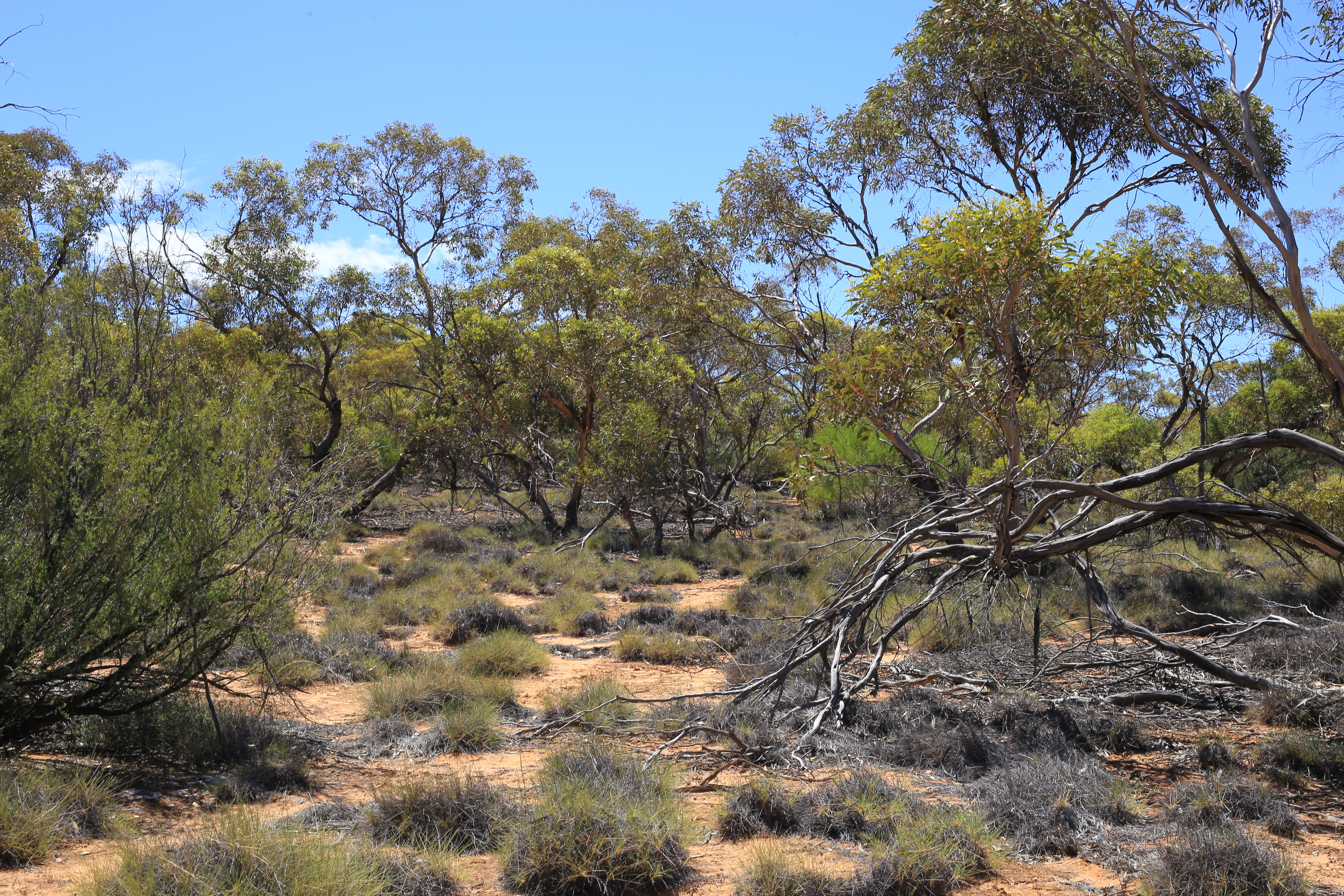
Mallee-Vegetation mit Unterwuchs aus Stachelkopfgräsern im Hattah-Kulkyne-Nationalpark, wie sie der Malleeborstenschwanz als Lebensraum benötigt.

Der Malleeborstenschwanz ist ein ausgesprochener Habitatspezialist, der auf die semi-aride, „Mallee“ genannte Vegetationsform im Süden Australiens, der er auch seinen Namen verdankt, angewiesen ist. Dabei handelt es sich um eine vergleichsweise offene, mit zwei bis zehn Meter hohen, vielstämmigen Eucalyptus-Arten (den namensgebenden Mallee-Eukalypten) bestandene Landschaftsform. Darüber hinaus benötigt die Art zum Überleben einen dichten Unterwuchs aus Stachelkopfgräsern (Triodia), der idealerweise seit mindestens 15 Jahren nicht durch Buschfeuer zerstört worden sein darf. Jüngerer Unterwuchs kann typischerweise nur erheblich kleinere Bestandszahlen unterstützen. In Verbindung mit der reduzierten Flugfähigkeit der Vögel führt dieser hohe Grad an Spezialisierung dazu, dass Malleeborstenschwänze nur schwer neue oder nach Störungen wiederhergestellte Lebensräume besiedeln können. Bis die Wiederbesiedelung eines in der Vergangenheit geeigneten und bewohnten Areals nach einem Brand begonnen wird, vergehen daher mindestens drei bis vier Jahre. Trotz ihrer eingeschränkten Fortbewegungsmöglichkeiten können Malleeborstenschwänze in einem solchen Fall zumindest einige Kilometer zurücklegen. Ansonsten ist die Art ein Standvogel, der sich nicht an den saisonalen Vogelzügen beteiligt.

### Ernährung
Anders als die beiden anderen Arten seiner Gattung ist der Malleeborstenschwanz offenbar kein reiner Insektenfresser, sondern nimmt zumindest gelegentlich auch Sämereien zu sich. Die genaue Zusammensetzung der Ernährung ist bislang allerdings nur schlecht erforscht. Bekannt ist, dass die Nahrungssuche außerhalb der Brutzeit meist in kleinen Gruppen stattfindet, bei denen es sich wahrscheinlich um Familienverbände handelt. Dabei bewegen sich die Vögel sehr schnell in Bodennähe, maximal 50 cm über dem Boden, durch die Vegetation fort und suchen nach versteckten Insekten und anderen Gliederfüßern.

### Stimme
Der Gesang der Art wird als ein weiches, hochfrequentes Schnurren beschrieben. Darüber hinaus ist ein hoher, wie tree klingender Kontaktruf bekannt. Bei wahrgenommenen Bedrohungen wird ein lauter, wie trrt klingender Alarmruf ausgestoßen.

### Fortpflanzung
Die Brutzeit der Art erstreckt sich in den Monaten September bis November. Das Nest ist eine ovale, geschlossene Struktur mit seitlichem Eingang, die aus Rinde, Blättern und Gräsern errichtet wird, in die Federn und Daunen eingearbeitet werden. Als Standort dient das Zentrum eines Grasbüschels, meist eines Triodia-Gewächses. Der Nestbau obliegt offenbar allein dem Weibchen, nach dessen Abschluss es typischerweise drei, seltener auch nur zwei Eier legt. Auch an der Bebrütung der Eier und dem anschließenden Hudern der Jungvögel beteiligt sich das Männchen nicht, schafft aber gleichermaßen Nahrung für den Nachwuchs heran. Die Dauer der Inkubation ist ebenso wie die der Nestlingsphase bislang undokumentiert. Eine Studie aus dem Jahr 2018 konnte außerdem erstmals das Vorhandensein eines Bruthelfers bei einem Malleeborstenschwanz-Nest belegen. Dabei handelte es sich um einen männlichen Vogel, der dabei beobachtet wurde, wie er über einen Zeitraum von mehreren Tagen gemeinsam mit den eigentlichen Eltern Gliederfüßer an die im Nest befindlichen Jungvögel verfütterte. Bei diesem Brutvorgang handelt es sich um den bislang einzigen dokumentierten Fall, bei dem alle drei Jungen eines Geleges erfolgreich bis zum Flüggewerden überlebten, während sonst anscheinend maximal zwei Jungvögel durchkommen.

## Verbreitung und Gefährdung

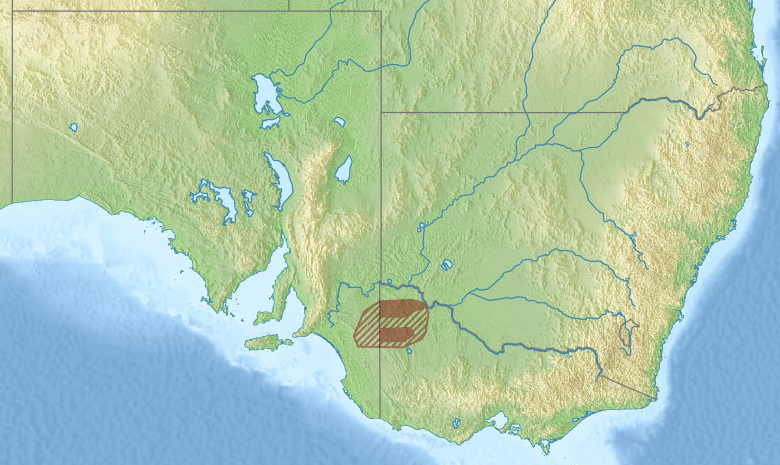
Verbreitungsgebiet des Malleeborstenschwanzes im Süden Australiens. In den schraffierten Regionen ist die Art vermutlich ausgestorben.

Das Verbreitungsgebiet des Malleeborstenschwanzes liegt im Südosten Australiens in der Grenzregion der beiden Bundesstaaten South Australia und Victoria. Dabei handelt es sich jedoch nicht um ein zusammenhängendes Gebiet, sondern um eine Reihe kleiner, oft voneinander isolierter Areale mit geeigneter Vegetation. Spätestens seit Beginn des 20. Jahrhunderts ging ein erheblicher Teil des natürlichen Lebensraums der Art verloren, zunächst vor allem durch Abholzung der Eucalyptus-Bestände durch menschliche Siedler. In den letzten Jahren sind hingegen Buschfeuer zu einer besonderen Bedrohung geworden, die durch die Folgen des menschengemachten Klimawandels in der Region immer häufiger und heftiger auftreten. Als wichtigste verbliebene Rückzugsgebiete des Malleeborstenschwanzes gelten zwei benachbarte Nationalparks im Nordwesten Victorias, Murray-Sunset und Hattah-Kulkyne. Bestandsschätzungen zu Beginn des 21. Jahrhunderts gingen nur noch von etwa 3000 lebenden Individuen aus, eine Studie aus dem Jahr 2008 nennt etwas höhere Zahlen im Bereich von knapp 17.000 Exemplaren. Die Autoren nahmen an, dass zu dieser Zeit mehr als 90 % aller lebenden Malleeborstenschwänze im Murray-Sunset-Nationalpark zu finden gewesen waren. Im Jahr 2014 führten zwei größere Brände in South Australias Ngarkat Conservation Park zum Erlöschen der dortigen Population, bei der es sich um die letzte noch verbliebene in diesem Bundesstaat gehandelt hatte. Seit 2018 werden in Ngarkat jedoch wieder aus Victoria stammende Vögel ausgewildert, was zu einer zumindest teilweisen Wiederbesiedelung geführt hat. Die IUCN stufte den Fortbestand der Art im Jahr 2000 erstmals als vulnerable („gefährdet“) ein, da jedoch diverse Schutzprogramme die negative Bestandsentwicklung nicht umzukehren vermochten, folgte im Jahr 2008 die Hochstufung zu endangered („stark gefährdet“). Die bislang aktuellste Bewertung aus dem Jahr 2022 bestätigt diese Einschätzung und geht von aktuell noch höchstens 12.400 lebenden Exemplaren aus.

## Systematik
Die Erstbeschreibung des Malleeborstenschwanzes stammt aus dem Jahr 1908 und geht auf den australischen Ornithologen Archibald James Campbell zurück, der sie in der Zeitschrift Emu, dem Organ der früheren Royal Australasian Ornithologists Union, veröffentlichte. Der Holotyp war ein männliches Exemplar, das ihm der Naturkundler Charles H. McLennan aus dem Mallee-Distrikt im Nordwesten Victorias hatte zukommen lassen. Campbell erkannte, einen neuen Vertreter der Borstenschwänze vor sich zu haben, einer Gattung, die zu dieser Zeit bereits zwei Arten, den Rotstirn- (Stipiturus malachurus) und den Rotscheitel-Borstenschwanz (S. ruficeps), umfasste. Der neuen Art vergab er das Binomen Stipiturus mallee und stellte fest, dass es sich bei ihr möglicherweise um eine Zwischenform der beiden bereits bekannten Arten handeln könnte. Auf Grund der großen Ähnlichkeit in Aussehen und Verhalten wurde in der Folge mehrfach über eine Konspezifität mit einer der anderen Stipiturus-Arten spekuliert, molekulargenetische Untersuchungen scheinen jedoch zu bestätigen, dass es sich um unterschiedliche Arten handelt. Die Art gilt als monotypisch.